# Perctarit
Perctarit (også Berthari; ? – 688, Pavia) var en langobardisk konge af Italien, der regerede fra 661 til 662 og igen senere fra 671 til 688. 
Perctarit og hans ældre bror Godepert var på deres fars opfordring blevet valgt til sammen at regere som konger over langobarderne. Perctarit, der var katolik, regerede fra Milano, mens hans bror, der var tilhænger af den oprindelige langobardiske arianske kristne tro, havde sit kongesæde i den gamle hovedstad Pavia.
Efter farens død udbrød der straks stridheder mellem de to konger. Godepert søgte hjælp hos hertugen af Benevento Grimoald, men i stedet for hjælp lod han Godepert snigmyrde og satte sig selv på tronen, hvorefter Perctarit blev tvunget til at flygte til udlandet. Først ankom han til avarernes hof, hvor khagan Kakar regerede. Imidlertid havde Perctarit ikke fået sin familie med, og hans kone Rodelinde og deres søn Cunincpert faldt i Grimoalds hænder, som fik dem sendt til Benevento. Grimoald giftede sig med Perctarit og Godeperts søster og forsøgte sig nu med en forbrødring mellem ham selv og Perctarit, og inviterede ham tilbage til Pavia. Men Grimoald blev alligevel nervøs for den opbakning, Perctarit stadig havde blandt langobarderne, så han planlagde at få ham snigmyrdet. Perctarit blev advaret om planerne i tide og flygtede kort tid efter igen, denne gang til frankerne i Neustrien. Derfra var han ved at forberede sig på at flygte videre til England, da han fik besked om Grimoalds død (ifølge Paulus Diaconus fra Gud røst). I 671 returnerede han så igen til Lombardiet, som i mellemtiden var blevet regeret på vegne af Grimoalds søn Garibald. Perctarit skubbede Garibald til side og lod sig igen kåre til konge. Perctarit lod katolicisme blive landets officielle religion, men anerkendte ikke pavens overherredømme. Han lavede en fredsaftale ("Evig Fred") med byzantinerne, hvilket fastlagde opdelingen af Italien de to parter imellem. Aftalen blev ratificeret i Konstantinopel i 680 til 681 af langobardiske ambassadører, der samtidig deltog i et kirkemøde, der også fordømte monoteisme. Med fredsaftalen anerkendte byzantinerne, at langobarderne havde herredømme over størstedelen af Italien mod til gengæld forsikring om, at langobarderne ikke ville angribe flere af deres italienske besiddelser (Ravenna, Exarkatet, Pentapolis og også officielt Rom).
I den sidste tid af Perctarits regeringstid påbegyndte hertugen af Trento, Alahis et oprør i det nordøstlige Italien. Det lykkedes Perctarit at tage ham til fange, men han tilgav og frigav ham.
Perctarit døde i 688 efter 18 år på tronen.